# Босанско приморје
Босанско приморје је историјска област која је у раздобљу од почетка 14. века до краја 17. века обухватала све приобалне крајеве у саставу тадашње (велике) Херцеговине, односно Херцеговине Светог Саве и потоњег Херцеговачког санџака.

## Историја
Од постанка средњовековне Херцеговине, па све до склапања Карловачког мира (1699), Херцеговачко приморје је обухватало две регије, северну и јужну. Северни део се простирао од ушћа реке Цетине до ушћа реке Неретве, док је јужни део обухватао обалски појас од старе жупе Драчевице до Рисна, са Херцег-Новим као најзначајнијим местом. Између та два дела Херцеговачког приморја простирала се Дубровачка република. Током Првог морејског рата (1684-1699), највећи део Херцеговачког приморја освојила је Млетачка република. Према одредбама Карловачког мира из 1699. године, та подручја су и званично издвојена из састава Херцеговачког санџака и прикључена Млетачкој Далмацији. Након тога, појам Херцеговачког приморја сведен је на два веома узана појаса: око Неума на северу и око Суторине на југу. Те две области нису биле прикључене Млетачкој Далмацији, заслугом Дубровачке републике, која није желела да има директну територијалну везу са млетачким поседима, те је стога Неум уступила Херцеговачком санџаку. Као последњи остаци Херцеговачког приморја, Неум и Суторина су остали под турском влашћу све до 1878. године, када су потпали под аустроугарску окупацију. Неум је трајно остао у саставу Херцеговине, као последњи остатак Херцеговачког приморја, док је Суторина по окончању Другог светског рата прикључена новоствореној федералној јединици Црној Гори.
Успомена на некадашње Херцеговачко приморје очувала се у званичном називу Српске православне епархије захумско-херцеговачке и приморске, у коме се приморска одредница односи на приморске крајеве древних српских области: неретљанске, захумске, травунске и конављанске, односно на приморске крајеве потоње Херцеговине Светог Саве.